# خورخه پکسا
خورخه پکسا (انگلیسی: Jorge Paixão؛ زادهٔ ۱۹ دسامبر ۱۹۶۵) مربی فوتبال اهل پرتغال است.
از باشگاه‌هایی که در آن بازی کرده‌است می‌توان به اولهاننزه و آکادمیکا اشاره کرد.
وی همچنین در تیم‌های ملی فوتبال Portugal U16 Portugal U18 بازی کرده است.